# Anni 1180
Gli anni 1180 sono il decennio che comprende gli anni dal 1180 al 1189 inclusi.

## Eventi, invenzioni e scoperte
- 1183: colla Pace di Costanza: Federico Barbarossa riconosce ufficialmente l'autonomia giurisdizionale dei comuni italiani
- 1187: Saladino vince la Battaglia di Hattin contro i cristiani di Terra Santa e strappa loro il controllo di tutta la Palestina. Quest'evento porterà alla morte per sconforto di papa Urbano III e all'indizione di una nuova Crociata da parte del suo successore Gregorio VIII.
- 1189-1191: Terza Crociata contro i Turchi guidati da Saladino

## Personaggi
- Saladino, sultano d'Egitto e grande stratega militare
- Ultimo periodo dell'attività letteraria di Chrétien de Troyes. Terminati Il Cavaliere della Carretta e Il Cavaliere del Leone, compone Perceval o il racconto del Graal, rimasto incompiuto alla sua morte (1190 cca.).